# Sojovice
Sojovice település Csehországban, a Mladá Boleslav-i járásban. Sojovice Stará Lysá, Káraný, Lysá nad Labem, Předměřice nad Jizerou, Skorkov és Tuřice településekkel határos. Lakosainak száma 585 fő (2024. január 1.).

## Népesség
A település lakosságának változását az alábbi diagram mutatja:
| Lakosok száma | 359  | 403  | 532  | 505  | 384  | 417  | 551  | 554  | 567  | 585  |
|               | 1869 | 1890 | 1921 | 1950 | 1980 | 2001 | 2017 | 2019 | 2022 | 2024 |